# Vittorio Negri
Pour les articles homonymes, voir Negri.
Vittorio Negri est un chef d'orchestre et musicologue italien né le 16 octobre 1923 à Milan et mort le 11 avril 1998 à Blonay, en Suisse.

## Biographie
Vittorio Negri naît le 16 octobre 1923 à Milan,.
Il étudie au Conservatoire de sa ville natale, le violon, la composition et la direction d'orchestre, puis au Mozarteum de Salzbourg après la Seconde Guerre mondiale, avant de faire ses débuts professionnels comme assistant de Bernhard Paumgartner en 1952,.
Comme musicologue, il travaille sur la musique vénitienne de l'époque baroque, dont il devient un spécialiste, révélant notamment la musique de Giovanni Gabrieli et la musique religieuse d'Antonio Vivaldi, alors méconnue.
Vittorio Negri est l'auteur d'une édition des Quatre Saisons de Vivaldi pour I Musici, supervise des enregistrements de musique orchestrale et de musique de chambre pour Philips durant 25 ans, et réalise comme chef d'orchestre plusieurs disques à la tête de la Staatskapelle de Dresde et l'Orchestre de chambre de Berlin, principalement.
Il redécouvre plusieurs œuvres de Vivaldi, qu'il fait éditer, Juditha triumphans et Tito Manlio, dont il dirige la première exécution moderne à la Piccola Scala en 1979, et découvre dans l'abbaye d'Einsiedeln le Requiem en sol mineur de Cimarosa, dont il dirige la première exécution moderne au festival de Montreux et qu'il enregistre, remportant avec cette parution discographique un Grand Prix du Disque Lyrique en 1970,.
Vittorio Negri travaille également sur Haydn, Mozart (La Betulia liberata) et Rossini, dont il dirige les opéras.
Il enseigne au Conservatoire de Pérouse, où il crée son propre orchestre de chambre, participe à de nombreux congrès et crée la Société italienne de musicologie,.
En 1980, il arrête la production de disques et se consacre plus spécifiquement à la direction d'orchestre. Il se produit aux festivals d'Orange et de Versailles, à la Scala de Milan et à la tête de l'Orchestre symphonique de Boston, notamment,.
Vittorio Negri meurt le 11 avril 1998 à Blonay, en Suisse.